# Happy Valley (Guangzhou)
Pour les articles homonymes, voir Happy Valley.
Happy Valley (en chinois simplifié : 太阳 新天地 购物中心 ; en chinois traditionnel : 太陽 新天地 購物中心 ; du pinyin : Tàiyáng Xīntiāndì) est un centre commercial situé à Zhujiang New Town dans le district de Tianhe à Canton (Guangzhou) en Chine.

## Description
Le centre commercial, achevé en 2012, est l'œuvre des ateliers d’architecture Altoon-Partners et Benoy Ltd. Il est géré par Paragon Group (Guangzhou). Sa superficie de 150 000 m2 en fait le plus grand centre commercial de Zhujiang New Town.
Le centre commercial compte parmi ses nombreux locataires des grandes boutiques comme Cavalli Class de Roberto Cavalli, Maxvalu Tokai, Uniqlo, H&M, Muji et Dirk Bikkembergs. En plus, le centre est le phare lieu à Guangzhou pour le déroulement du China Film Cinéma.
Le nom chinois du centre commercial 太陽 新天地 購物中心 (Sun Plaza Shopping Center) est différent de son nom anglais.

## Emplacement et accès
Happy Valley est situé à 36 Ma Chang Road, Cantoin. Il y a 1 200 places de parking pour les visiteurs et le centre commercial est très bien desservi par les transports publics : il y a un arrêt de bus juste en face du centre et la station Tancun de la ligne 5 du métro de Canton se trouve à proximité.
Happy Valley est à quelques minutes à pied de plusieurs ensembles résidentiels de luxe comme The Canton Mansion, Guangzhou Yitong Mansion et Yu Feng Park Towers. Il est aussi à côté des bureaux de China Unicom Square, l'Union des coopératives GRC, et le Fuli Kexun Building. Le Guangzhou International Finance Center est à 10 minutes en voiture.
Le centre commercial est à proximité de Zhujiang Park, ainsi que Guangzhou Jockey Club et le "72 Golf" Golf Driving Range. L’Université Jinan (la première université chinoise à admettre des étudiants internationaux et celle qui en compte le plus) est située en face de Huangpu Avenue.
Le centre commercial est également à proximité d'une multitude des hôtels et d'appartements comme l'Hôtel Vanburgh, l’Hôtel Jockey Club, Hôtel W, Guangzhou Ritz-Carlton Hôtel et la SFI appartements de The Ascott Limited.

## Histoire
La construction du site se termine le 10 janvier 2012 mais il ouvre dès le 28 septembre 2012. Jusq'au 7 octobre, il accueille une exposition Harley-Davidson puis du 29 septembre au 1er octobre 2012, le Festival de Taïwan.
En novembre 2012, le centre est le lieu du Mois de la mode 2012 et se consacre dès 2013 à la réception d'artiste et à des avant-premières :
- 18 mai 2013 : Stephy Qi en séance d’autographes pour son album
- 19 mai 2013 : avant-première du Festival du Court Métrage avec les maires en présence
- 29 mai 2013 : avant-première du film The Wedding Diary
- 6 juin 2013 : avant-première du film 7 Assassins
- 9 juin 2013 : Denise Ho en séance d’autographes pour son album coexistence
- 28 juillet 2013 : Charlene Choi en séance d’autographes pour son album Blooming
- 12 août 2013 : l’avant-première du film Palais de verrouillage Sinensis
- 17 août 2013 : Gloria Tang en séance d’autographes pour son album Xposed
- 23 août 2013 : l’Exposition du Tourisme & de la Culture, organisée par Garuda Indonesia
- 15 septembre 2013 : Vanness Wu en séance d’autographes pour son album Different Man
- 19 septembre 2013 : Liu Xin en séance d’autographes pour sa livre Flower Girl
- 26-27 septembre 2013 : l’audition pour le film Miracle rêve Mill, organisée par Simon Yam
- 13 octobre 2013 : le premier anniversaire de Happy Valley, animé par Chace Crawford